# Funkcja logarytmiczna

Wykresy logarytmów o różnych podstawach:
jasnoniebieski ma podstawę 1/2,
czerwony ma podstawę 2,
zielony podstawę e,
ciemnoniebieski ma podstawę 10

Funkcja logarytmiczna – każda funkcja matematyczna zdefiniowana logarytmem o ustalonej podstawie – jej argumentem jest liczba logarytmowana. Określa to wzór {\displaystyle f(x)=\log _{a}x} dla pewnego ustalonego {\displaystyle a\in (0,1)\cup (1,\infty )}. W szczególności rzeczywista funkcja logarytmiczna jest zdefiniowana na półosi liczb dodatnich: {\displaystyle f\colon \mathbb {R} _{+}\to \mathbb {R} }, gdzie {\displaystyle \mathbb {R} _{+}=(0,\infty ).}
Funkcja logarytmiczna {\displaystyle \log _{a}x} jest odwrotna do funkcji wykładniczej {\displaystyle a^{x}}, dlatego jej wykres jest osiowo symetryczny względem osi {\displaystyle y=x} do wykresu danej funkcji wykładniczej. Przez to funkcje logarytmiczne mają asymptoty pionowe i jest nią zawsze oś {\displaystyle Oy}.
Funkcje logarytmiczne są przestępne i zaliczane do funkcji elementarnych. Najczęstsze podstawy funkcji logarytmicznych to liczby 2, 10 i e – odpowiednie funkcje są znane jako logarytm binarny, dziesiętny i naturalny.
Każde dwie funkcje logarytmiczne o różnych podstawach {\displaystyle \log _{b}x,\;\log _{a}x} są do siebie proporcjonalne, więc podstawa logarytmu (o ile tylko jest liczbą większą od 1) jest w niektórych porównaniach nieistotna. Tak jest na przykład w teorii złożoności obliczeniowej przy określaniu czasu działania algorytmów w sensie asymptotycznym.

## Własności
- Dla dowolnych {\displaystyle x,y>0}

{\displaystyle \log _{a}xy=\log _{a}x+\log _{a}y,}
także
{\displaystyle \log _{a}1=0.}
- Funkcja logarytmiczna jest ściśle (silnie) monotoniczna w całej dziedzinie:
  - dla {\displaystyle a>1} jest silnie rosnąca,
  - dla {\displaystyle 0<a<1} jest silnie malejąca.

Stąd jest również różnowartościowa.
- Granice funkcji:
  - dla {\displaystyle a>1\colon \quad \qquad \lim _{x\to 0}\log _{a}x=-\infty \qquad \lim _{x\to +\infty }\log _{a}x=+\infty }
  - dla {\displaystyle 0<a<1\colon \quad \lim _{x\to 0}\log _{a}x=+\infty \qquad \lim _{x\to +\infty }\log _{a}x=-\infty }

Stąd jest nieograniczona i jest suriekcją.
- Jest różniczkowalna w całej swojej dziedzinie, jest więc także ciągła:

{\displaystyle (\log _{a}x)'={\frac {1}{x\ln a}}.}
Ponadto funkcja ta nie jest parzysta ani nieparzysta, nieokresowa,